# Bamar

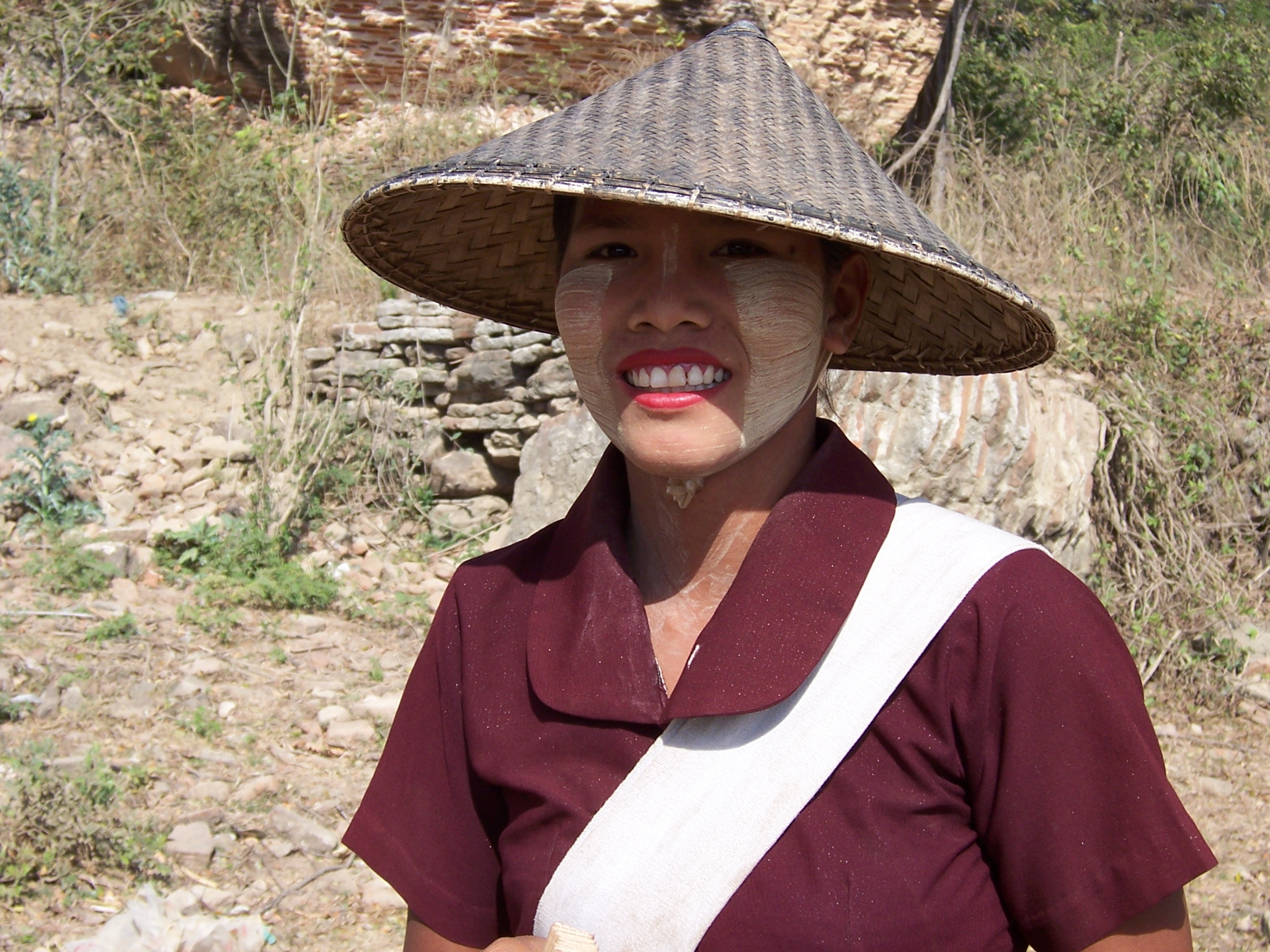
Bamar-Mädchen mit Kosmetikpaste (thanaka).

Die Bamar (birmanisch ဗမာလူမျိုး), auch Birmanen, Burmanen, Bama, Myamma/Myanma, Myen (nicht zu verwechseln mit Mien/Yao), sind mit etwa 32 Mio. Menschen die größte Ethnie in Myanmar, wo sie 69 % der Bevölkerung ausmachen. Sie praktizieren hauptsächlich einen Theravada-Buddhismus mit animistischen Elementen. Ihre Sprache gehört zu den tibeto-birmanischen Sprachen der sinotibetischen Familie.
Oft wird auch die Bezeichnung Burmesen (englisch Burmese) verwendet, die aber irreführend sein kann, da sie sich eigentlich auf alle Einwohner des Staates Myanmar (früher Burma oder Birma) bezieht, einschließlich Nicht-Bamar-Minderheiten wie Karen, Shan und Kachin.

## Herkunft
Die Bamar begannen wahrscheinlich vor ca. 2000 Jahren von Yunnan und Tibet aus ins heutige Myanmar einzuwandern. In den laufenden Jahrhunderten vermischten und assimilierten sie die dort ansässigen austroasiatischen Mon und wurden die dominante Gruppe. Aufzeichnungen in chinesischen Chroniken besagen, dass die Bamar im 9. Jahrhundert ein mächtiges Königreich führten und eine Regionalmacht waren. Sie konkurrierten mit den Tai-Völkern und Indien um verschiedene Gebiete außerhalb des heutigen Myanmars (Nordwestthailand und Nordostindien).

## Kultur
Die Kultur der Bamar weist Parallelen zu anderen ostasiatischen und südostasiatischen Kulturen auf. Die Amtssprache Birmanisch wird von den Bamar und als Zweitsprache von ethnischen Minderheiten gesprochen.
Die Mehrheit der Bamar folgen der einheimischen birmanischen Volksreligion und dem Theravada-Buddhismus. Von den Menschen wird erwartet, dass sie die fünf Grundregeln einhalten und dāna (Nächstenliebe), sīla (buddhistische Ethik) und vipassanā (Meditation) praktizieren. Die meisten Dörfer haben ein Kloster und oft einen Stupa, der von den Dorfbewohnern gepflegt und unterstützt wird. Jährliche Pagodenfeste  finden normalerweise in einer Vollmondnacht statt.
Der Begriff „Bamar“ wird manchmal verwendet, um sowohl die Praxis des Buddhismus als auch die ethnische Identität zu bezeichnen. Bamar-Muslime praktizieren jedoch den Islam und beanspruchen das ethnische Erbe und die Kultur der Bamar in allen anderen Angelegenheiten als der Religion.

## Bekannte Birmanen
- Aung San Suu Kyi, Friedensnobelpreisträgerin und birmanische Oppositionelle.
- Sithu U Thant, Generalsekretär der Vereinten Nationen von 1961 bis 1971